# Cathartes
Cathartes – rodzaj ptaków z rodziny kondorowatych (Cathartidae).

## Zasięg występowania
Rodzaj obejmuje gatunki występujące w Ameryce.

## Morfologia
Długość ciała 53–81 cm, rozpiętość skrzydeł 150–182 cm; masa ciała 850–2000 g. 

## Systematyka

### Etymologia
- Cathartes (Catharthes): gr. καθαρτης kathartēs „czyściciel”, od καθαριζω katharizō „czyścić”[11].
- Catharista (Cathartista, Catharistes): Gr. καθαριστης katharistēs „czyściciel”, od καθαριζω katharizō „czyścić”[11]. Gatunek typowy: Vultur aura Linnaeus, 1758.
- Gallinaza: hisz. nazwa Gallinazo dla sępnika różowogłowego używana w Kolumbii, Ekwadorze i Boliwii, od łac. gallinaceus „kur”, od gallus „kogucik”[11]. Gatunek typowy: Vultur aura Linnaeus, 1758.
- Rhinogryphus: gr. ῥις rhis, ῥινος rhinos „nozdrza”; rodzaj Gryphus Bonaparte, 1854[11]. Gatunek typowy: Vultur aura Linnaeus, 1758.
- Oenops: gr. οινωψ oinōps, οινωπος oinōpos „głęboka czerwień, w kolorze wina”[11]. Gatunek typowy: Vultur aura Linnaeus, 1758.

### Podział systematyczny
Do rodzaju należą następujące gatunki:
- Cathartes aura (Linnaeus, 1758) – sępnik różowogłowy
- Cathartes burrovianus Cassin, 1845 – sępnik pstrogłowy
- Cathartes melambrotus Wetmore, 1964 – sępnik żółtogłowy